# Vilafamés
Vilafamés település Spanyolországban, Castellón tartományban. Vilafamés Borriol, Cabanes, Costur, La Pobla Tornesa, Les Useres, Vall d'Alba, Sant Joan de Moró és L'Alcora községekkel határos. Lakosainak száma 1938 fő (2024).

## Népesség
A település népessége az elmúlt években az alábbi módon változott:
| Lakosok száma | 1480 | 1603 | 1806 | 2017 | 1951 | 1912 | 1851 | 1842 | 1840 | 1938 |
|               | 2001 | 2004 | 2006 | 2009 | 2011 | 2014 | 2016 | 2019 | 2021 | 2024 |